# Marmosa rubra
Espèce
Répartition géographique
Statut de conservation UICN

 DD  : Données insuffisantes
Marmosa rubra est une espèce d'opossum de la famille des Didelphidae. Il est originaire de Colombie et d'Équateur.